# 滝本圭
滝本 圭（たきもと けい、1993年11月20日 - ）は、日本の俳優。茨城県坂東市出身。クリオネ所属。

## 人物
茨城大学人文学部人文コミュニケーション学科、文学座附属演劇研究所第57期本科夜間部卒業。
身長173cm。体重54kg。血液型A型。
趣味は読書、舞台鑑賞、映画鑑賞、美術鑑賞、散歩。
特技は歌、モノマネ、文学作品の読解。

## 出演作品

### テレビドラマ
- 木曜劇場 / ストロベリーナイト・サーガ 第1話（2019年、フジテレビ）
- 土曜ドラマ（日本テレビ）
  - もみ消して冬 2019夏 〜夏でも寒くて死にそうです〜（2019年）
  - 逃亡医F 最終話（2022年）
- ドラマ10 / ミス・ジコチョー〜天才・天ノ教授の調査ファイル〜 第3話（2019年、NHK）
- 相棒（テレビ朝日）
  - Season 18 第14話（2020年） - 平田敦
  - Season 23 第16話（2025年） - 西野守
- 日曜ドラマ / 真犯人フラグ 第14話（2022年、日本テレビ）
- 暴太郎戦隊ドンブラザーズ ドン6話（2022年、テレビ朝日） - ウェイター
- Qrosの女 スクープという名の狂気 第9話（2024年12月2日、テレビ東京） - 芸能記者 役[3]
- 社畜人ヤブー（2025年4月4日 - 、BS松竹東急）[4]
- 特捜9 final season 第3話（2025年4月23日、テレビ朝日） - 宍戸学 役[5]

### テレビ番組
- 逆転人生 第13回「ヤマユリ咲き誇るゴミ処理場」（2019年、NHK）

### 舞台
- 十二夜/わたくし、マルヴォーリオは-（2015年）
- ゆうくんとマットさんのカレーパンでやっつけよう（2015年）
- 舞台劇「夜のピクニック」（2016年、2020年）
- わが町（2017年）
- 女の一生（2017年）
- 俳優についての逆説（2017年）
- 大市民（2018年）
- ACMシアターコンサート2018（2018年）
- The Greatest Midsummer Night's Dream（2018年）
- 東京芸術祭
  - 「吾輩は猫である」（2019年）
  - 野外劇「ロミオとジュリエット イン プレイハウス」（2021年）
- ガジュマルの樹の下で（2021年）
- 二兎社ドラマリーディングvol.4「口ごもる人たち」（2022年）
- あしたの劇場「劇場へいこう! 2024 夏の夜の夢」（2024年）[6]

### CM
- アサヒ飲料 届く強さの乳酸菌W「寝たはずなのに」編（2021年）
- 湖池屋 ハッシュドポテト「ひとりの意見」篇（2021年）

### WEB
- ソフトバンク 企業WEBムービー「すごい明日体感ドラマ」 （2020年）
- 第7回 Brain Online Video Award（BOVA）「ロジクール 公園にて」（2020年）